# Аустрија на Зимским олимпијским играма 1924.
Аустрија је била једна од 16 земаља које су учествовале на првим Зимским олимпијским играма 1924. у француском скијашком центру Шамонију од 25. јануара до 4. фебруара 1924. године.
Из Аустрије су на овим олимпијским играма учествовала укупно четири такмичара (два мушкарца и две жене који су се такмичили у три дисциплине једног спорта. Сво четворо су освојили медаље 2 златне и једну сребрну.
Била је једна од 10 земаља које су освојиле олимпијске медаље, а у укупном скору Аустрија је завршила као трећа нација по броју освојених медаља.

## Учесници по дисциплинама
| Спорт             | Мушкарци | Жене | Укупно |
| ----------------- | -------- | ---- | ------ |
| Уметничко клизање | 2        | 2    | 4      |
| Укупно(1)         | 2        | 2    | 4      |

## Освајачи медаља

### Злато
- Херма Планк-Сабо — жене појединачмо
- Хелене Енгелман и Алфред Бергер — Уметничко клизање, спортски парови

### Сребро
- Вили Бекл — мушкарци појединачно

## Резултати

### Уметничко клизање
Мушкарци
| Такмичар  | Дисциплина  | Бодови | Пласман |
| --------- | ----------- | ------ | ------- |
| Вили Бекл | појединачно | 359,82 |         |

Жене
| Такмичарка       | Дисциплина  | Бодови | Пласман |
| ---------------- | ----------- | ------ | ------- |
| Херма Планк-Сабо | појединачно | 299,17 |         |

Парови
| Такмичари                     | Дисциплина | Бодови | Пласман |
| ----------------------------- | ---------- | ------ | ------- |
| Хелене Енгелман Алфред Бергер | парови     | 10,64  |         |